# クラウス・リープル

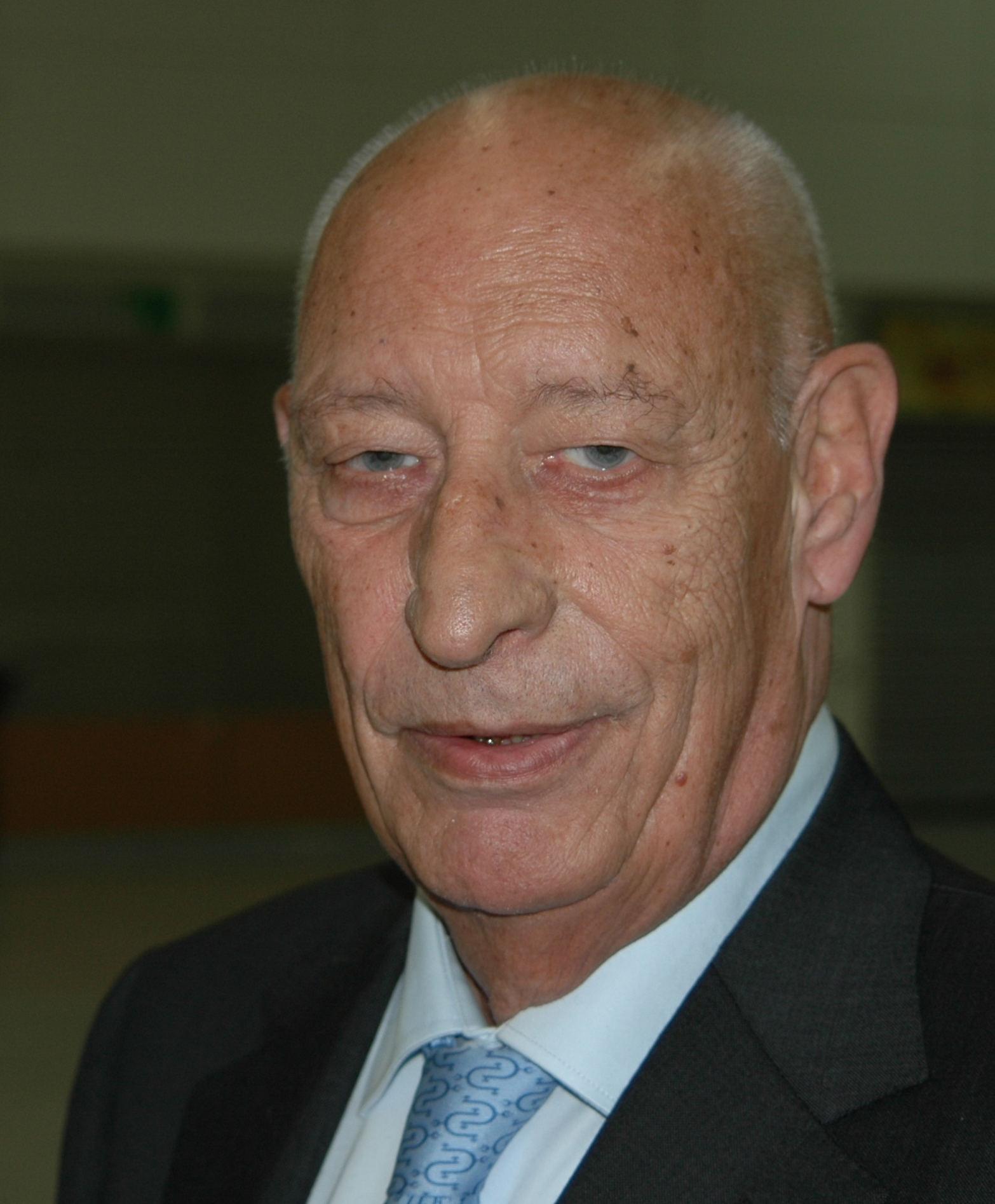
クラウスリープル（2014）

クラウス・リープル（独: Klaus Laepple、1939年12月18日 - ）は、ドイツの観光産業分野の実業家である。ドイツアーヘン出身。1960年代にはケルン大学の学生代表として知られていた。

## 人生とキャリア
リープルは卒業後の1961年からケルン大学で数セメスターにわたり医学の研究をし、その後1963年に経済学分野に研究対象を移した。また、1971年に修士課程を修了しその研究を終えた。
ドイツ旅行サービス（DSR）の監査役会のメンバーとして、またドイツ連邦学生リングの副会長として1966年-1968年と1968年-1972年 旅行研究のため外務省に雇われていた。彼は卒業後チャーター便を調達し、1974年に唯一の株主デュッセルドルフから出資を受け旅行代理店ケーニヒスアレー27を設立した。 2012年、彼はTUIに彼の旅行代理店を販売した。リープルはCDU（ドイツキリスト教民主同盟）のメンバーであり、2001年から2007年ケルンでCDUの党幹部に属していた。

## 学生の政治とリープルケース
彼は大学の政治に興味を持ち、CDUとRCDSのメンバーになった。1965年に彼は大学の上院で開催された学生議会において生徒会会長に選出され、1971年までその影響を持ち続けた。1966年から1970年に彼はノルトライン=ヴェストファーレン州VDS協会の会長を務めた。リープル協調リベラル学生の政治のため、1968年からケルンの学生会館所属にもかかわらず、ドイツの学生会館の目的のために設立された、社会教養教育協会（SLH）の最初の会長も務めた。
彼はケルンの運賃が上昇したことに対して企業に圧力をかけるための座り込みによるデモンストレーションの首謀者として1966年10月に有罪判決を受けたが、その後連邦裁判所におけるケルン地方裁判所において、最初の無罪判決を受けたことによって彼は司法の歴史にその名を刻まれることとなる。第二刑事課は上記判決が司法における解釈の範囲を超えており、戦闘的少数派のテロの実践を合法化することにつながりかねないことを理由に、無罪判決を不服として、ヴッパータールの地方裁判所に再審請求をおこなった。
上院、ポール·ハインツBaldus裁判長は、群集心理によってナチスによる安楽死を幇助した医師に対して擁護する姿勢をとっていたが、拒否される前にその医師を懲戒する決断に転じた。連邦憲法裁判所は、1970年代の平和運動を受け上記に関連する判決を覆しはしなかった。
ボナー大連立は1966年と1967年の間の犯罪にも1968年制定の恩赦法の適用がされることをVDSによる学生の抗議行動をきっかけに決めたので、ヴッパータール地方裁判所への再審請求は棄却した。補償決済の民事裁判では達成された、としてKVBはその需要の元大幅に免除された。
学生時代の政治への関与の後、1992年からBenecke財団理事会の既存のメンバーであり、1996年から副会長を務めている。

## 観光公式
いくつかの観光協会で1987 Laepple部材および役員歴：中型旅行会社の協会、ドイツの旅行協会（DRV）、ドイツの観光産業の連邦協会（BTW）、ドイツ産業連盟（BDI）。また、2002年以来、彼は、連邦経済技術省（連邦経済）とDZTの取締役会の会長（ドイツ政府観光局）での観光の質問の諮問委員会である。 2000年から2010年に彼はDRVの名誉会長だった2002年以来、加えて、彼はそのようなケルン・ボン空港などと旅行保険業界における様々な監督委員会の任務を、開催している。彼はいくつかの基礎のボードで提供しており、2007年以来、観光のためウィリーScharnow財団の理事長を務めている。
同じ年のトルコの観光都市アンタルヤの2003名誉市民以来、彼はチュニジア共和国の勲章を授与された。 2006年に彼はプレミオ·デ·ツーリスモ·デ·テネリフェを受賞した。 2007年1月に連邦大統領ホルスト・ケーラーはドイツ連邦共和国功労勲章を授与。